# Joachim Hammann

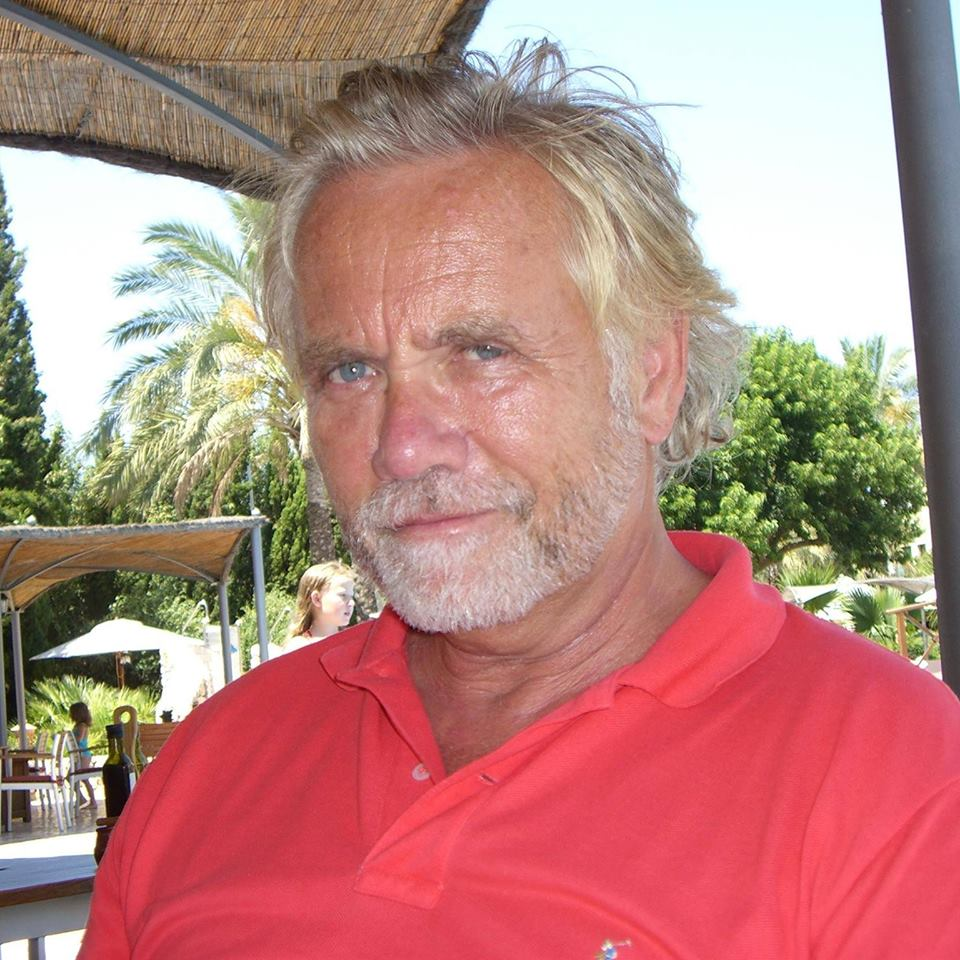
Joachim Hammann, 2014

Joachim Hammann (* 1946 in Düsseldorf) ist ein deutscher Schriftsteller, Filmwissenschaftler und Drehbuchautor. Er schreibt Romane, Erzählungen, Kriminalromane und Sachbücher.

## Biografie
Joachim Hammann ging im Comenius-Gymnasium in Düsseldorf-Oberkassel und im Institut auf dem Rosenberg in St. Gallen (Schweiz) zur Schule. In seinen Teenagerjahren schrieb er mehrere Artikel, Gedichte und Kurzgeschichten für die Schülerzeitung Cecinius, die literarischen Vorbilder waren damals Arno Schmidt und John Lennon. Er wollte Schlagzeuger werden und spielte mit den Musikern Michael Karoli, Marius Müller-Westernhagen, Florian Schneider-Esleben, Bodo Staiger und  Holger Clausen.
Er studierte Politologie, Philosophie und Psychologie in Berlin und München und promovierte am Geschwister-Scholl-Institut der Universität München bei Theo Stammen mit einer Untersuchung einer bestimmten Denkfigur der politischen Theorie, die er „Allotopie“ nennt.
Nach dem Studium arbeitete er im Filmverlag der Autoren und war vier Jahre lang Leiter von dessen Weltvertrieb. Ab 1982 arbeitete er als freier Drehbuchautor und zusätzlich als Dramaturg, Script Doctor und Drehbuchautor bei der Beta-Taurus Film (Kirch-Gruppe). Außerdem produzierte er den 1984 erschienen Kinofilm Jagger und Spaghetti.
2006 erschien Hammans filmwissenschaftliches Buch Die Heldenreise im Film (2006), das auf seiner Beschäftigung mit der Mythologie, dem Denken C. G. Jungs und der Filmdramaturgie basiert. 2006 erschien zudem sein Debütroman Die Harmonie der Welt, eine Kriminalgeschichte. Seitdem veröffentlichte er eine Reihe weiterer Romane und Erzählungen.

## Bücher
Kurzgeschichte
- Ein Zaungespräch (mit Arno Schmidt), in: Da war ich hin und weg. Arno Schmidt als prägendes Leseerlebnis. 100 Statements und Geschichten. Rudi Schweikert (Hrsg.), 2004, ISBN 3-924147-55-8

Romane
- Die Harmonie der Welt, 2018, ISBN 978-3-7460-4511-5
- Sex, Drogen, Rock 'n' Roll und Jesus, 2018, ISBN 978-3-7528-8673-3
- Das Licht der Wahrheit, 2017, ISBN 978-3-7460-3140-8
- Der letzte Karneval in Venedig, 2015, ISBN 978-3-7386-1616-3
- Die Harmonie der Welt, 2006, ISBN 3-627-00137-0

Erzählungen
- One Night Stand. Eine Geschichte von der Liebe, 2015, ISBN 978-3-7386-1051-2
- Der Tiger, der eine Ziege sein wollte, 2011, ISBN 978-83-62905-20-1
- Der Tiger, der eine Ziege sein wollte, Neuauflage, 2016, ISBN 978-3-7392-0539-7

Sachbücher
- Allotopie oder Die wirkliche und die wahre Wirklichkeit. Diss., München, 1977
- Die Heldenreise im Film, 2007, ISBN 978-38-61507-62-8
- Die Heldenreise im Film. Verbesserte und aktualisierte Neufassung 2015, 2015, ISBN 978-3-7347-3474-8

## Drehbücher
- All Out (anderer Titel: Exit Genua), 1990, mit Thomas Koerfer und Bernard Stora
- Die Diebin, 1999, mit Marcus Cochemer und Michael von Petschau Aussenberg, Claudia Ziegler (Story)
- Der Mann im Salz, 1989, mit Rainer Wolffhardt, nach dem Roman von Ludwig Ganghofer
- Der Unfried, 1986, nach dem Roman von Ludwig Ganghofer
- Bitte laßt die Blumen leben, 1986, nach dem Roman von Johannes Mario Simmel
- Seitenstechen, 1985, mit Mike Krüger, nach dem Roman von Bernd Späth
- Nonni und Manni, 1988, mit Richard Cooper, Radu Gabrea, Joshua Sinclair, Jón Sveinnson
- Frankensteins Tante, 1987, mit Juraj Jakubisko, Alan Rune Petterson, Jaroslav Dietl
- Keep on Running, 1991, mit Thomas Gottschalk und Martin Rauhaus[2]

Treatment
- Blue Moon, 1984